# Antilocapra americana
El berrendo o antílope americano (Antilocapra americana) es una especie de mamífero artiodáctilo de la  familia Antilocapridae. Se trata del único representante actual de su familia, aunque hasta principios del Pleistoceno contaba con numerosas especies. Con el paso del tiempo, todos se extinguieron por diversas causas, dejando al berrendo actual como único vestigio de su presencia.

## Descripción

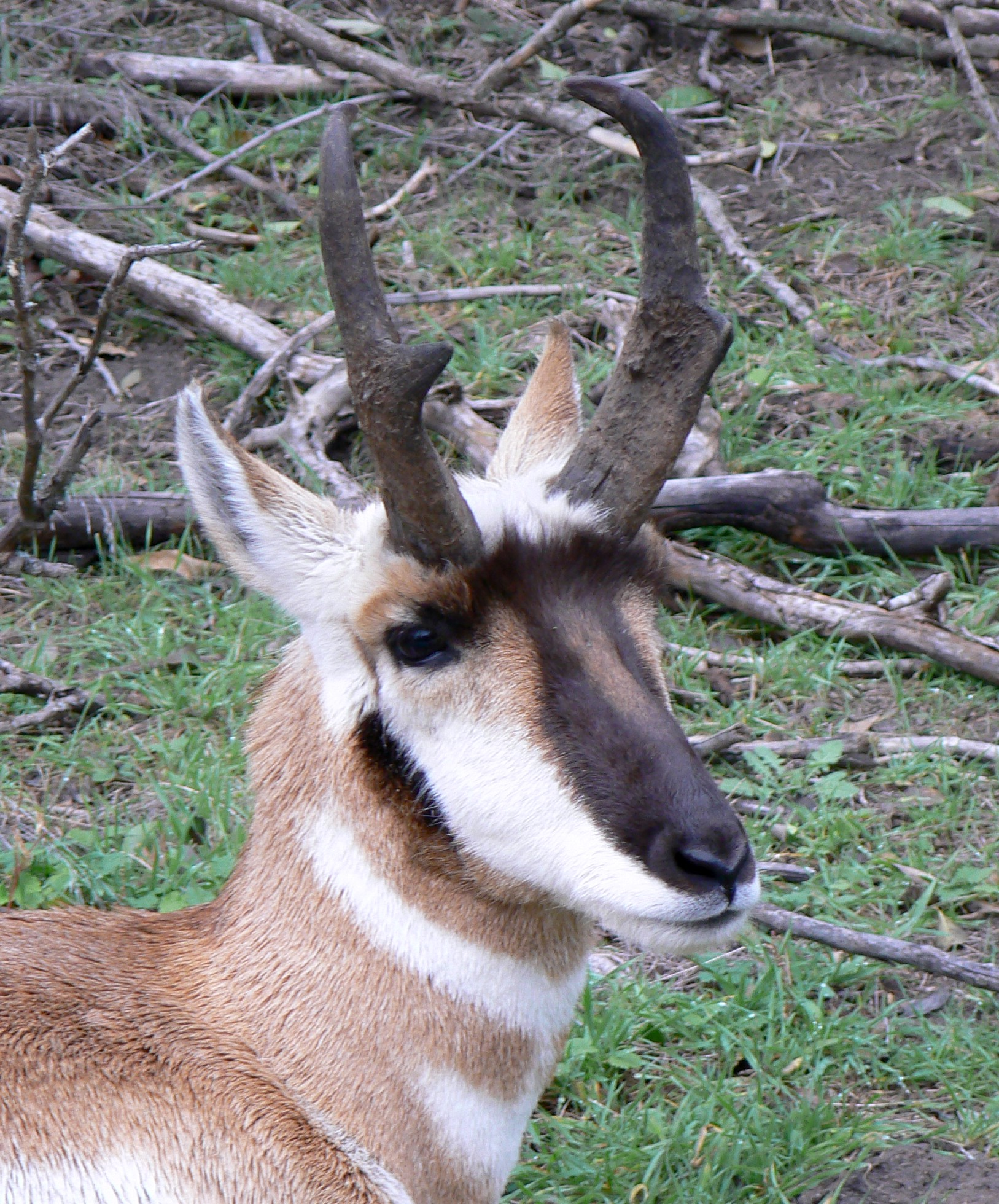
Cabeza de berrendo.

Pese a que son llamados antílopes americanos no son verdaderos antílopes. Presenta un marcado dimorfismo sexual, siendo los machos mayores, con un peso de 45-60 kg, mientras que las hembras pesan entre 35 y 45 kg. Difiere del resto de rumiantes de cuernos huecos por tener estuches córneos caducos. Ambos sexos poseen cuernos curvos y dirigidos hacia atrás que mudan cada año, como los ciervos, pero nunca se desprenden de la base ósea que hay bajo la superficie córnea. Estos cuernos son más grandes y están ramificados en los machos (125 a 450 mm), mientras que las hembras los tienen cortos y sin ramificaciones (25 a 150 mm).Tanto las hembras como los machos poseen una corona de pelo en la base de los cuernos y una crin de color negro. 
Su longitud corporal es de 1,30 a 1,50 m, una alzada a la cruz de 70 a 80 cm y su cola tiene una longitud de 10 cm mientras que sus orejas la tienen de 15 cm.
La forma del cuerpo recuerda a los antílopes, ya que al igual que ellos, tienen el lomo a mayor altura que los hombros. Sus extremidades son delgadas y largas y no tienen dígitos laterales. En cuanto al pelaje, es leonado o berrendo en el lomo, de donde proviene su nombre en castellano, aunque en invierno se oscurece ligeramente. Se aclara en las partes inferiores del cuerpo hasta volverse blanco en cara, garganta, vientre, patas y glúteos. Un elemento característico de esta especie, es la presencia de una gran mancha blanca alrededor de la región caudal, está presente en machos, hembras y crías, el pelaje en esta zona se eriza cuando el animal presiente algún peligro, sirviendo de advertencia a otros miembros del grupo.  En la parte del cuello sobresalen dos bandas blancas localizadas una a la altura de la garganta y otra debajo de ella. Existen bandas de pelo oscuro en nariz, frente, carrillos, parte posterior del cuello y dorso de la cola. Las patas tienen cuatro dedos, aunque caminan sobre dos.

### Cuernos
Los cuernos, situados directamente sobre la ventana del ojo, son una característica especial. Como los de los portadores de cuernos, constan de una base ósea (asta) cubierta de queratina (vaina del cuerno). En los berrendos actuales, el asta en sí no se bifurca, sólo la cubierta de queratina forma las dos puntas de los cuernos. Las vainas de los cuernos se cambian cada año después de la época de celo, alrededor de octubre. Sólo los conos óseos permanecen durante el resto de su vida, mientras que la vaina del cuerno se desprende y cae al suelo. En ese momento ya se ha formado una nueva masa de cuernos por debajo, que sigue cubierta de una capa peluda. El crecimiento anual de la capa de queratina se completa al cabo de unos diez meses. En este sentido, el berrendo es similar a los ciervoss, que cambian su cornamenta anualmente, pero difiere notablemente de los portadores de cuernos, en los que no se sustituye la vaina del cuerno. Los representantes fósiles de los portadores de cuernos bifurcados tenían a veces cuernos muy complejos con varios o múltiples astas bifurcadas o retorcidas. No está claro si la vaina del cuerno también se desgastaba cada año. Algunos expertos consideran que ésta es una característica especial de los cuernos bifurcados vivos actuales.  Los primeros portadores de cuernos bifurcados aún tenían los cuernos cubiertos de piel, lo que se comprobó por los túbulos sanguíneos en los ejes de los cuernos. En general, el crecimiento de los cuernos -como en otros portadores de cuernos en la vcabeza- está controlado por genes responsables de la formación de piel, huesos y nervios.

## Distribución y hábitat
El berrendo evolucionó en las praderas de América del Norte y alguna vez estuvo muy extendido en las llanuras y también en los desiertos y semidesiertos del suroeste de Estados Unidos y el noroeste de México (Baja California, Sonora, Chihuahua, Coahuila e Hidalgo).
Prefiere regiones con un amplio campo de visión y una vegetación en mosaico de paisajes esteparios abiertos y herbáceos. Originalmente extendido por grandes áreas de las Grandes Llanuras hasta el río Saskatchewan en el norte, ha sido desplazado hacia áreas montañosas más altas en la parte occidental del continente desde el asentamiento de los europeos en América del Norte. En las Montañas Rocosas se encuentra hasta altitudes de 3350 m. En general, el berrendo evita paisajes más cerrados ( ver también: Depredadores y estado de conservación ).

## Historia natural

### Velocidad
Cuando corren, los berrendos pueden alcanzar velocidades de 64 a 97 km/h; basándose en las longitudes de zancada medidas, se ha llegado a suponer una velocidad de 86,5 km/h. Velocidades de 72 Km/h pueden mantenerse durante una distancia de hasta 3 kilómetros. Pueden recorrer una distancia de 11 kilómetros en 10 minutos a una velocidad media de 65 km/h. Se trata, pues, de corredores de fondo y de velocistas a la vez (Aunque no tienen la velocidad y aceleración del guepardo, un sprinter especializado). Las adaptaciones físicas a tal velocidad y resistencia no solamente consiste en unas patas muy largas (Que en el caso del berrendo tienden a ser débiles para saltar cercas en comparación a las de un venado cola blanca). Sus adaptaciones físicas también consisten en un agrandamiento de los pulmones, los eritrocitos, el corazón, un ensanchamiento de la tráquea y un aumento del volumen de sangre; el corazón de un berrendo equivale aproximadamente al 0.95 % de su masa corporal, en comparación al 0.50 % de una cabra. Otras adaptaciones incluyen un mayor número de mitocondrias por volumen muscular. Son estos refuerzos de las estructuras generales de los mamíferos -y no el desarrollo de nuevas estructuras- los que permiten al berrendo absorber y utilizar una mayor proporción de oxígeno del aire que respira de lo que cabría esperar para un mamífero de su tamaño.
Los machos de berrendo tienen un nivel de actividad física mayor que el de las hembras y aparentemente también su volumen de sangre es relativamente mayor.
Es frecuente encontrar la afirmación de que, en términos de velocidad máxima, los berrendos son los mamíferos más rápidos del mundo después del guepardo; dicha afirmación fue hecha por el zoológico de San Diego. Sin embargo, en distancias cortas, algunos antílopes y gacelas del viejo mundo, pueden alcanzar la misma velocidad o similar. Sin embargo, los berrendos son los mamíferos más rápidos de todo el continente americano, y medidos en una distancia de medio fondo, probablemente incluso los mamíferos más rápidos de todos.

### Alimentación
Se alimentan durante gran parte del día de hierbas, arbustos, musgos y en ocasiones incluso cactus. Los berrendos se mueven en grandes grupos, a veces en manadas de cientos de animales, especialmente en verano. Los integrantes de estas manadas son siempre hembras con sus crías y machos jóvenes. Los machos adultos o viejos suelen ser solitarios o viven en pequeños grupos, aunque a veces pueden formar también rebaños formados únicamente por individuos masculinos. 

### Reproducción

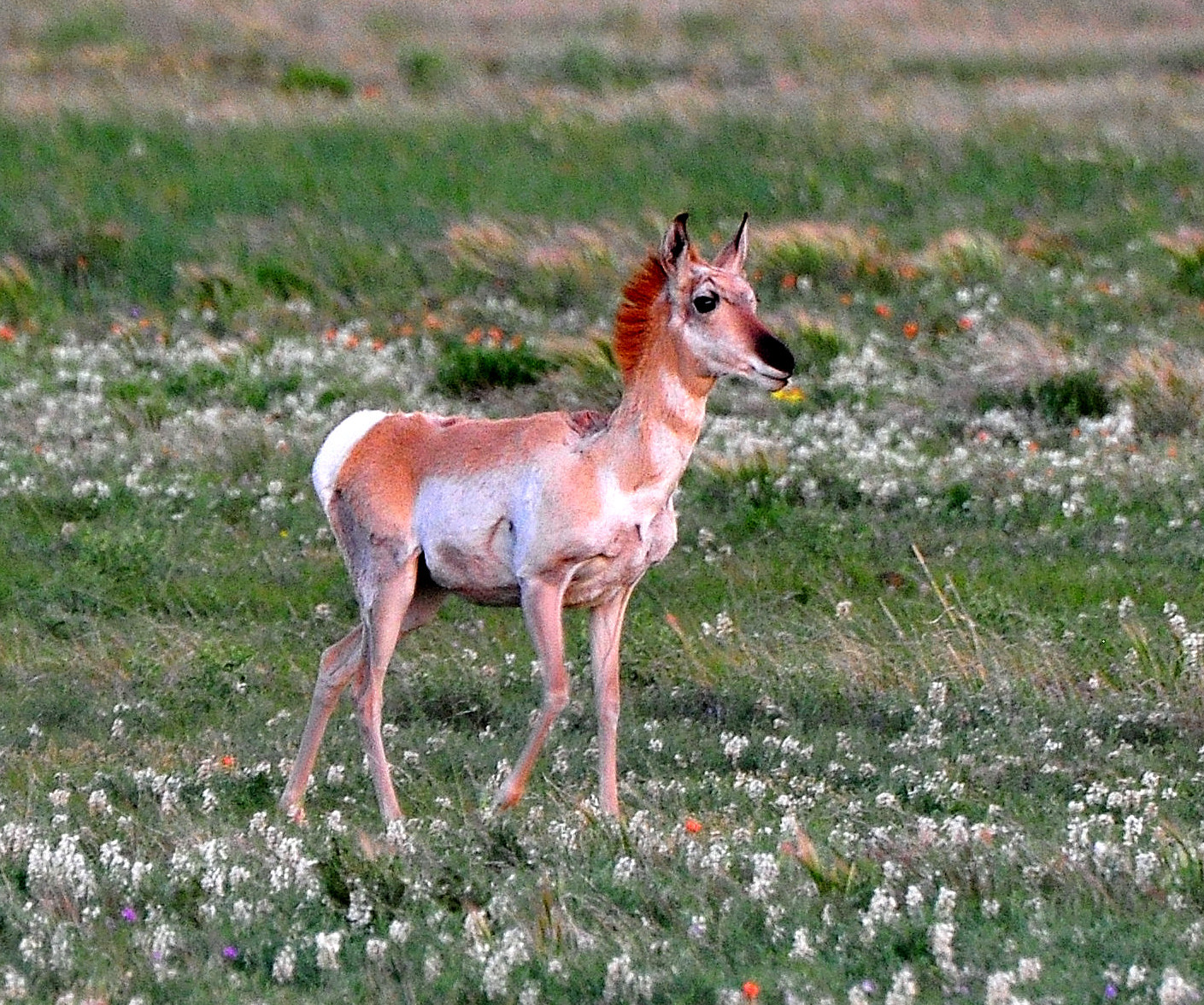
Ejemplar juvenil de Antilocapra americana.

En otoño, los machos en edad reproductora compiten entre sí luchando cabeza contra cabeza con el fin de ganarse el derecho a reproducirse. Al contrario que en muchos otros ungulados, los machos no abandonan las manadas de hembras y jóvenes tras la época de celo, sino que se unen a ellas durante todo el invierno siguiente.
Tras 230 días de gestación, las hembras paren una cría (si es su primer parto) o dos en el mes de junio. Estos pequeños son de color gris y pesan de 2 a 4 kg. Inmediatamente tras el parto, las hembras separan a sus crías y las esconden entre la maleza, aunque se mantienen vigilantes en las zonas próximas y acuden regularmente para darles de mamar.

## Depredadores y estado de conservación

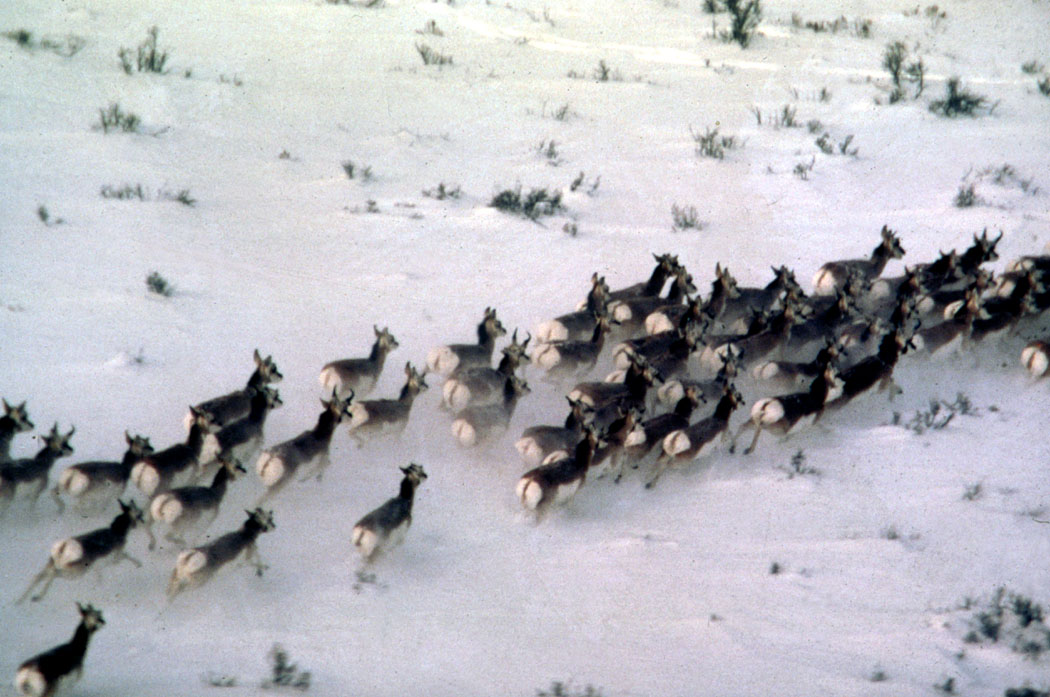
Manada de berrendos al galope.

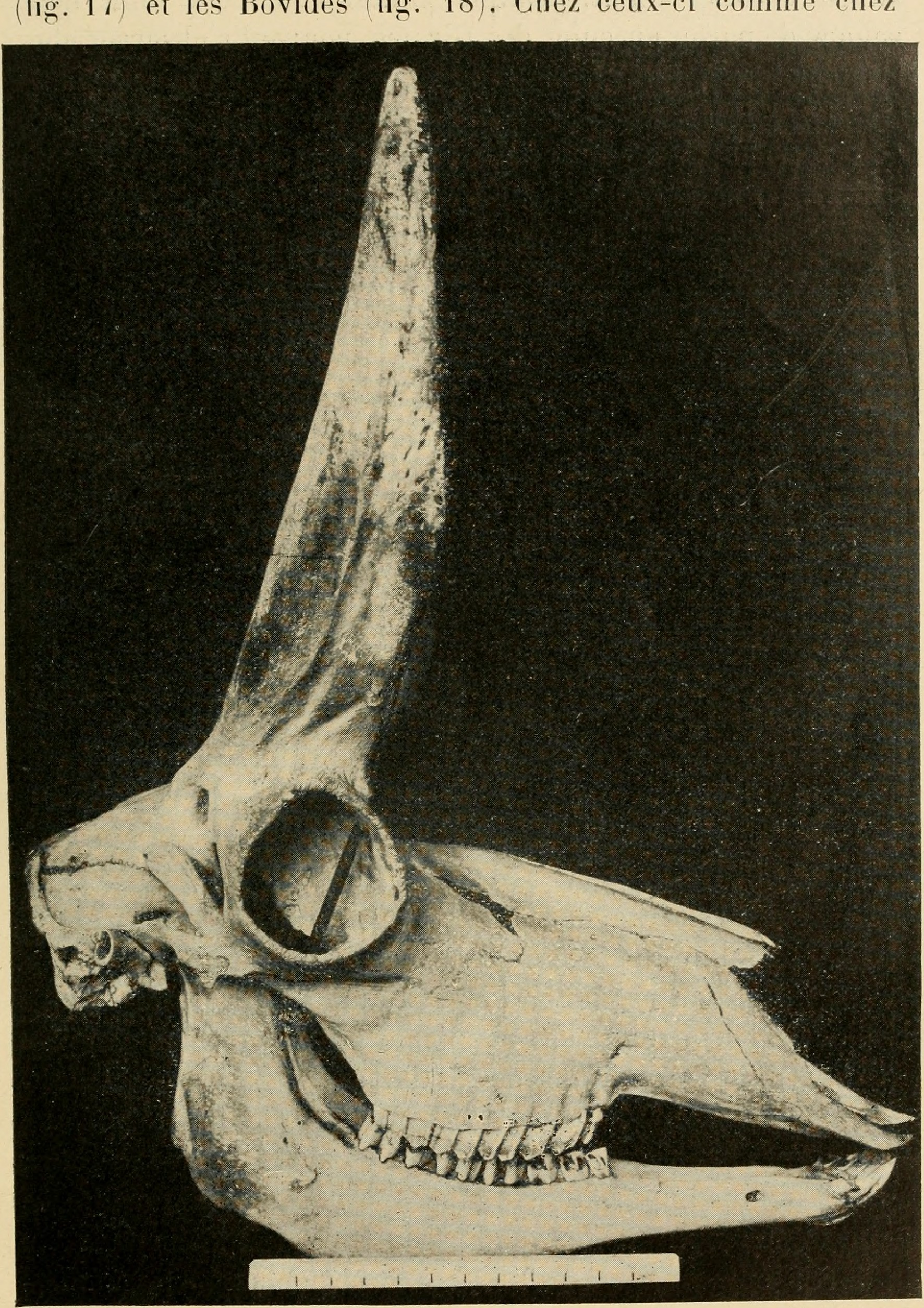
Cráneo de Antilocapra americana.

Actualmente no cuentan con auténticos depredadores. Son los mamíferos más rápidos de Norteamérica, pudiendo correr a 65 km/h durante varios kilómetros, saltando de 3 hasta casi 6 metros. Su velocidad máxima registrada es de 98 km/h.
Debido a ello, es raro que mueran presas de otros animales. Los lobos, coyotes, linces, pumas y águilas reales pueden matar crías de pocos días, pero incluso esto no es algo común, pues los pequeños berrendos pueden pasar horas agazapados entre la vegetación y sin realizar movimiento alguno que pueda delatarlos. A las pocas semanas de nacer dejan de esconderse y siguen a su madre, siendo ya más rápidos que sus potenciales cazadores hasta entonces.
La posible causa de la velocidad del antílope americano es que hasta hace apenas 20 milenios sí tenía un depredador del que preocuparse de verdad. En las praderas americanas habitaban felinos similares al guepardo de Asia y África, pertenecientes al género extinto Miracinonyx, que probablemente alcanzaban velocidades similares a este (105 km/h en tramos cortos). La velocidad y la resistencia a la carrera se desarrollaron con el fin de darles esquinazo, y cuando los guepardos americanos se extinguieron a finales de la última glaciación, los berrendos simplemente siguieron siendo igual de veloces que hasta entonces.
Debido a esta ausencia de depredadores, los antílopes americanos se multiplicaron sin problemas durante el Holoceno, y a la llegada de los primeros europeos formaban manadas de millones de ejemplares en las llanuras de Canadá, Estados Unidos y México. Esto cambió con la llamada “conquista del Oeste”. Al igual que los bisontes, los berrendos fueron objeto de una brutal matanza a manos de los colonos durante todo el siglo XIX, muriendo miles cada año. En 1908, quedaban menos de 20.000 ejemplares en todo el mundo. Antes de que la especie disminuyese más se dictaron leyes para protegerla a ella y su hábitat, por lo que la población ha aumentado en la actualidad hasta casi los 3 millones de animales, siendo especialmente abundantes en las zonas protegidas de Wyoming y Colorado. En algunas zonas la caza ha vuelto a ser permitida con el fin de controlar el exceso de población. En México era cazada habitualmente para alimentar a los mineros del El Boleo, hasta que en 1922 se la convirtió en especie protegida y su caza se volvió ilegal.

## Interacción con el hombre

### Importancia del berrendo para los indios
Los berrendos eran valiosas fuentes de carne para los indios de las llanuras. Dado que eran un juego extremadamente común (en 1800 había alrededor de 40 millones de animales en las praderas), a menudo desempeñaban un papel importante en la vida cotidiana de los indígenas. Los Shoshone occidentales tenían una caza ceremonial de berrendos iniciada por un chamán. Al igual que la caza del bisonte, la caza del berrendo tenía una dimensión religiosa. Un grupo de cazadores utilizó un fuego para llevar a los animales a manos de un segundo grupo de cazadores, en dirección a un río o a un corral previamente preparado, un recinto de captura para animales salvajes. Los Shoshone del Norte, por otro lado, se ponían pieles de berrendo y acechaban lo más cerca posible de una manada camuflados. Incluso con la disponibilidad de caballos, la caza de berrendos era un desafío exigente porque los berrendos pueden correr más rápido que los caballos.
Los Lakota codiciaban los berrendos no sólo por su carne, sino también por sus pieles, que les gustaba usar para confeccionar ropa. Sin embargo, los nativos americanos no pudieron afectar significativamente a la población de berrendos con sus métodos de caza.

### Desarrollos modernos, amenazas y protección
El berrendo fue desconocido para los colonos europeos durante mucho tiempo hasta que Lewis y Clark describieron la especie en su expedición (1804-1806). En aquella época, las praderas del oeste de América del Norte abundaban en caza mayor como el bisonte y el berrendo.
Después del asentamiento a gran escala de América del Norte por parte de colonos blancos, el destino del berrendo se parecía al del bisonte americano. Inicialmente fueron fusilados por su piel y carne, pero luego sólo por deporte o placer. Los pasajeros dispararon miles de berrendos desde trenes a lo largo de las vías del ferrocarril, cuyos cadáveres se pudrieron a ambos lados de las vías del ferrocarril. En 1920, la población se había reducido a sólo 20.000 animales debido a la caza descontrolada. Sólo entonces se adoptaron medidas de protección, por lo que hoy en día hay un millón de berrendos en EE. UU. y Canadá, por lo que la especie en su conjunto no se considera en peligro de extinción.
En México, sin embargo, la población nunca pudo recuperarse. Incluso hoy en día sólo quedan allí poco más de 1000 animales. En consecuencia, la Organización Internacional para la Coordinación de la Conservación de la Naturaleza (UICN) cataloga a las dos subespecies mexicanas como amenazadas. Estos son el berrendo sonorense ( A. A. sonoriensis ) y el berrendo de Baja California ( A. A. peninsularis). Este último es originario únicamente de la península de Baja California y está catalogado como en peligro crítico de extinción.
Los berrendos son susceptibles a algunas enfermedades infecciosas importantes de los ungulados pares. Forman un reservorio de patógenos para la fiebre catarral maligna, BVD/MD y la enfermedad hemorrágica epizoótica (EHD). También existe una alta sensibilidad al ántrax, la rabia y diversas parasitosis.

## Subespecies
Se reconocen las siguientes subespecies:
- Antilocapra americana americana (Ord, 1815)
- Antilocapra americana mexicana Merriam, 1901
- Antilocapra americana oregona V. Bailey, 1932
- Antilocapra americana peninsularis Nelson, 1912
- Antilocapra americana sonoriensis Goldman, 1945